# チョ・ビョンギュ
チョ・ビョンギュ（朝: 조병규、1996年4月23日 - ）は、韓国の俳優。HBエンターテインメント所属。 

## 出演作品

### 映画
- パーフェクト・プロファイラー 命がけの恋愛（2016年） - 高校時代のソル・ロッカン 役
- 少女の世界（2018年） - コ・ウチョル 役
- 悪の偶像（2019年） - ク・ヨハン 役
- ガール・コップス（2019年） - 強力3チームの新米刑事 役
- この中に宇宙人がいる（2021年） - ト・ゴンテ

### ドラマ
- 恋するジェネレーション（2015年、KBS2） - ビョンギュ 役
- イケメンライダーズ〜ソウルを駆ける恋（2015年-2016年、Eチャンネル＆ドラマキューブ） - キム・ミンジュン 役
- これが人生！ケ・セラ・セラ（2016年、SBS）
- ビューティフル・マインド〜愛が起こした奇跡〜（2016、KBS2） - ケ・ジョンス 役
- THE K2〜キミだけを守りたい〜（2016年、tvN） - バイト 役
- 七日の王妃（2017年、KBS2） - ペク・ソクヒ（青年期） 役
- 青春時代2（2017年、JTBC） - チョ・チュンファン 役
- キミに猛ダッシュ～恋のゆくえは？～（2017年、KBS2） - イ・ボンス 役
- 飲酒歌舞（2017年、KOKTV） - ユ・ガム 役
- カネの花〜愛を閉ざした男〜（2017年-2018年、MBC） - カン・ピルジュ（青年期） 役
- ラジオロマンス〜愛のリクエスト〜（2018年、KBS2） - コ・フンジョン 役
- 飲酒歌舞2（2018年、KOKTV） - ユ・ガム 役
- 時間（2018年、MBC） - キム・ボッキュ 役
- トッコ リワインド～復讐の毒鼓～（2018年、カカオページ） - キム・ジョンイル 役
- SKYキャッスル〜上流階級の妻たち〜（2018年-2019年、JTBC） - チャ・ギジュン 役
- 彼はサイコメトラー（2019年、tvN） - カン・ソンモ（青年期） 役
- アスダル年代記（2019年、tvN） - サトニック 役
- ストーブリーグ（2019年-2020年、SBS） - ハン・ジェヒ 役
- 悪霊狩猟団: カウンターズ（2020年-2021年、OCN） - ソ・ムン 役
- 悪霊狩猟団: カウンターズ2  (2023年、tNV) - ソ・ムン　役

## 受賞歴
- 2020 SBS演技大賞 男性新人演技賞（『ストーブリーグ』）